# Klaus Mank
Klaus Mank (* 4. Mai 1944; † 11. April 2020) war ein deutscher Fußballspieler, -trainer und -funktionär.

## Sportlicher Werdegang

### Spieler
Mank spielte aktiv für den Postsportverein Frankfurt und Kickers Viktoria Mühlheim, dabei war er als Torhüter Rückhalt beim Aufstieg in die Hessenliga 1967. Zwei Jahre später wechselte er zum 1. FSV Mainz 05 in die Regionalliga Südwest, wo er sich hinter Stammtorhüter Kurt Planitzer einsortierte und für den Zweitligisten in der Spielzeit 1969/70 nur zu vier Meisterschaftsspielen am Ende der Spielzeit kam. Zwar beendete Planitzer im Sommer 1970 seine höherklassige Karriere, im Zuge eines von Trainer Erich Gehbauer verantworteten Komplettumbruchs im Kader traten aber die jungen Torhütertalente Wolfgang Kneib und Wolfgang Orben dessen Nachfolge an und Mank verließ ebenso den Klub. Nach insgesamt vier Operationen an der Achillessehne beendete der zeitweise Auswahlspieler, der mehrfach in die Hessenauswahl berufen worden war, seine aktive Laufbahn vorzeitig und machte den Trainerschein.

### Trainer
Mank schloss sich als Jugendtrainer Eintracht Frankfurt an, wo er Anfang der 1980er Jahre mehrere Erfolge feiern konnte. Die von ihm trainierte B-Jugendmannschaft der SGE gewann die deutsche B-Junioren-Meisterschaft 1979/80 durch einen 2:1-Endspielsieg gegen FC Schalke 04. Später rückte er zum Trainer der A-Junioren auf, hier krönte er seinen Tätigkeiten mit dem Titelgewinn der A-Junioren-Mannschaft in der Meisterschaftsrunde 1981/82 mit einem 2:0-Finalsieg gegen den VfB Stuttgart und der erfolgreichen Titelverteidigung in der A-Jugend-Meisterschaft 1982/83 gegen den 1. FC Köln mit dem gleichen Ergebnis. 1983 verließ er die Trainerbank und rückte zum Jugendwart auf, mit Spielern wie Thomas Berthold, Hans-Jürgen Gundelach, Uwe Müller, Bernhard Trares oder Holger Friz waren bis dahin einige spätere Bundesliga- und sogar Nationalspieler durch seine Hände gegangen. Im Oktober des Jahres wurde er neben Ernst Diehl für die hervorragende Jugendarbeit von DFB-Präsident Hermann Neuberger ausgezeichnet.
Ende Mai 1983 wurde Mank zunächst neben den Ex-Spielern Jürgen Grabowski und Dieter Lindner sowie unter anderem Ilse Bechthold und Wolfgang Mischnick als Vizepräsident in den Verwaltungsrat gewählt. Wenige Tage später wurde das Wahlergebnis im Zuge einer Nachzählung revidiert. Er hatte zwanzig Stimmen weniger und war damit im Gremium nicht vertreten.
Am 17. Oktober 1983 rückte Mank nach der Trennung von Branko Zebec zum Interimstrainer auf. Tags darauf stellte der Verein Mank, der nur über eine B-Lizenz verfügte, Jürgen Grabowski als Betreuer der Lizenzmannschaft an die Seite. Am 22. Oktober spielte die Mannschaft gegen Borussia Mönchengladbach 1:1-Unentschieden, kurz darauf kündigte Mank an, nach Verpflichtung eines neuen Cheftrainers wegen einer Rheuma-Erkrankung auch nicht als dessen möglicher Assistent zur Verfügung zu stehen. Am 29. Oktober kassierte die Mannschaft eine 0:7-Niederlage beim 1. FC Köln, danach übernahm Rückkehrer Dietrich Weise die Betreuung der Mannschaft. Im Sommer 1984 verließ Mank die Eintracht und übernahm das Traineramt bei der Spvgg. 03 Neu-Isenburg, die Eintracht bemühte sich jedoch ein halbes Jahr später um die Rückkehr als Nachfolger des im Sommer 1985 als Assistenztrainer ausscheidenden und zu adidas wechselnden Willi Neuberger. Er blieb jedoch beim Klub und konnte ab Herbst 1985 mit Bernd Hölzenbein einen Trainingsgast begrüßen, der sich nach seiner Rückkehr aus den Vereinigten Staaten in Neu-Isenburg fit hielt.

### Funktionär
Bei den Vorstandswahlen 1985 wurde Mank unter Präsident Klaus Gramlich ins Eintracht-Präsidium gewählt, daraufhin gab er im Februar 1986 sein Traineramt bei der Spvgg. 03 Neu-Isenburg auf. Zusammen mit Schatzmeister Wolfgang Knispel sorgte er für die wirtschaftliche Gesundung der Eintracht, die unter Gramlichs Vorgänger Axel Schander und Manager Jürgen Tresselt über sechs Millionen D-Mark Schulden angesammelt hatte. Nachdem 1987 der Kaufmann Wolfgang Kraus nach seinem Karriereende vom Spielfeld auf den wieder eingeführten Managerposten wechselte, gelang mit dem Gewinn des DFB-Pokals 1988 ein Erfolg. Anschließend wurde Leistungsträger Lajos Détári, den die Eintracht im Vorjahr vom Magyar Labdarúgó Szövetség ausgeliehen hatte, an Olympiakos Piräus transferiert und hierfür eine mit dem ungarischen Verband zu teilende Ablösesumme von 15 Millionen D-Mark vereinbart. Im September trennte sich der Klub von Trainer Karl-Heinz Feldkamp und Manager Wolfgang Kraus, dem die Transferpolitik sowie die intransparente Zusammenarbeit mit kostenintensiven Spielervermittler zum Vorwurf gemacht wurde. Im November des Jahres stellte sich das gesamte Präsidium zur Wiederwahl, Gramlich bekam aber nicht ausreichend Stimmen. Dabei zog Mank seine Kandidatur zur Wiederwahl kurzfristig zurück, als der letztlich auch gewählte Bernd Hölzenbein sich hatte aufstellen lassen.
Zwischenzeitlich als Leiter der Frankfurter Portas-Fußballschule folgte Mank im September 1991 einem Angebot des Vorsitzenden der SpVgg 05 Bad Homburg, dort ehrenamtlich in der sportlichen Führung tätig zu werden.
2001 betreute Mank beim im Stadion am Brentanobad ausgetragenen Jubiläumsspiel zum 100. Geburtstag von Rot-Weiss Frankfurt, bei dem eine von Ex-RW-Trainer Dragoslav Stepanović betreute Mannschaft rund um Ex-Spieler wie Jürgen Klopp und Christian Peukert auflief, eine aus den A-Jugend-Meistermannschaften zusammengestellte Eintrachtauswahl.
Hauptberuflich war Mank als Postbeamter tätig, ehe er im Alter von 36 Jahren wegen eines  Rückenleidens dienstunfähig wurde.